# Indian Harbour Beach
Indian Harbour Beach ist eine Stadt im Brevard County im US-Bundesstaat Florida. Das U.S. Census Bureau hat bei der Volkszählung 2020 eine Einwohnerzahl von 9.019 ermittelt.

## Geographie
Indian Harbour Beach liegt zwischen dem Indian River (einem Teil des Intracoastal Waterway) und dem Atlantik an der Ostküste Floridas. Die Stadt grenzt an die Städte Melbourne, Indialantic und Satellite Beach und liegt rund 55 km südlich von Titusville sowie 100 km südöstlich von Orlando.

## Demographische Daten
Laut der Volkszählung 2010 verteilten sich die damaligen 8225 Einwohner auf 4899 Haushalte. Die Bevölkerungsdichte lag bei 1495,5 Einw./km². 94,7 % der Bevölkerung bezeichneten sich als Weiße, 0,9 % als Afroamerikaner, 0,2 % als Indianer und 1,7 % als Asian Americans. 0,7 % gaben die Angehörigkeit zu einer anderen Ethnie und 1,8 % zu mehreren Ethnien an. 4,8 % der Bevölkerung bestand aus Hispanics oder Latinos.
Im Jahr 2010 lebten in 20,3 % aller Haushalte Kinder unter 18 Jahren sowie 39,2 % aller Haushalte Personen mit mindestens 65 Jahren. 60,4 % der Haushalte waren Familienhaushalte (bestehend aus verheirateten Paaren mit oder ohne Nachkommen bzw. einem Elternteil mit Nachkomme). Die durchschnittliche Größe eines Haushalts lag bei 2,14 Personen und die durchschnittliche Familiengröße bei 2,68 Personen.
18,0 % der Bevölkerung waren jünger als 20 Jahre, 17,7 % waren 20 bis 39 Jahre alt, 31,2 % waren 40 bis 59 Jahre alt und 33,2 % waren mindestens 60 Jahre alt. Das mittlere Alter betrug 50 Jahre. 48,2 % der Bevölkerung waren männlich und 51,8 % weiblich.
Das durchschnittliche Jahreseinkommen lag bei 58.750 $, dabei lebten 8,8 % der Bevölkerung unter der Armutsgrenze.
Im Jahr 2000 war Englisch die Muttersprache von 96,19 % der Bevölkerung, spanisch sprachen 2,25 % und 1,56 % hatten eine andere Muttersprache.

## Verkehr
Indian Harbour Beach wird von den Florida State Roads A1A, 513 und 518 durchquert bzw. tangiert. Der Melbourne Orlando International Airport liegt rund zehn Kilometer entfernt.

## Kriminalität
Die Kriminalitätsrate lag im Jahr 2010 mit 131 Punkten (US-Durchschnitt: 266 Punkte) im niedrigen Bereich. Es gab drei Raubüberfälle, sechs Körperverletzungen, 34 Einbrüche, 125 Diebstähle, acht Autodiebstähle und zwei Brandstiftungen.

## Söhne und Töchter der Stadt
- Kelly Kretschman (1979), Softballspielerin